# Disperis circumflexa
Disperis circumflexa là một loài thực vật có hoa trong họ Lan. Loài này được (L.) T.Durand & Schinz mô tả khoa học đầu tiên năm 1894.